# Ailuronyx
Ailuronyx is een geslacht van hagedissen dat behoort tot de gekko's (Gekkota) en de familie Gekkonidae.

## Naam en indeling
De wetenschappelijke naam van de groep werd voor het eerst voorgesteld door Leopold Fitzinger in 1843. De hagedissen werden eerder aan andere geslachten toegekend, zoals Platydactylus, Thecodactylus, Teconyx en Aeluronix. Er zijn drie soorten, inclusief de pas in 1996 beschreven soort Ailuronyx tachyscopaeus.

## Verspreiding en habitat
De soorten komen voor in delen van Afrika en leven endemisch op de Seychellen. De habitat bestaat uit vochtige tropische en subtropische laaglandbossen en droge tropische en subtropische bossen. Ook in door de mens aangepaste streken zoals plantages, aangetaste bossen en landelijke tuinen kunnen de dieren worden aangetroffen.

## Beschermingsstatus
Door de internationale natuurbeschermingsorganisatie IUCN is aan alle soorten een beschermingsstatus toegewezen. Een soort wordt gezien als 'veilig' (Least Concern of LC), een als 'kwetsbaar' (Vulnerable of VU) en een soort als 'gevoelig' (Near Threatened of NT).

## Soorten
Het geslacht omvat de volgende soorten, met de auteur en het verspreidingsgebied.
| Naam                    | Auteur                  | Verspreidingsgebied        | Beschermingsstatus |
| ----------------------- | ----------------------- | -------------------------- | ------------------ |
| Ailuronyx seychellensis | Duméril & Bibron, 1836  | Seychellen                 |                    |
| Ailuronyx tachyscopaeus | Gerlach & Canning, 1996 | Seychellen (Mahé, Praslin) |                    |
| Ailuronyx trachygaster  | Duméril, 1851           | Seychellen                 |                    |